# Zack & Quack
Zack & Quack è una serie televisiva britannica e israeliana creata da Gili Dolev e Yvette Kaplan. È di proprietà di Zodiak Media Group. La serie è stata presentata in anteprima su Nick Jr. nel Regno Unito e Irlanda il 7 febbraio 2014. Negli Stati Uniti è iniziata la messa in onda il 7 aprile 2014 sulla versione americana dello stesso canale ed è terminata il 5 febbraio 2017. Sono stati prodotti 36 episodi.

## Trama
All'interno di un libro pop-up, lo spettacolo presenta un ragazzo di sette anni, Zack, con il suo migliore amico Quack.

## Episodi
| Stagione         | Episodi | Prima TV originale | Prima TV Italia |
| ---------------- | ------- | ------------------ | --------------- |
| Prima stagione   | 10      | 2014               | 2014            |
| Seconda stagione | 16      | 2014               |                 |
| Terza stagione   | 7       | 2016-2017          |                 |

## Personaggi e doppiatori
- Zack – è il protagonista ed è affiancato da Quack nelle sue avventure. Doppiato da Katia Sorrentino.
- Quack – è un'anatra e affianca il protagonista nelle sue avventure.
- Kira – è una ragazza che può fabbricare molte cose. Doppiata da Tiziana Martello.
- Hop e Skip - sono degli scoiattoli. Hop è doppiata da Valentina Pallavicino, Skip da Serena Clerici.
- Fluffy – è un riccio ed è doppiato da Jolanda Granato.
- Panciotto – è un ranocchio ed è doppiato da Derek Rex Allen.